# Antiques Roadshow

Antiques Roadshow est une émission de télévision britannique qui met en scène des voyages variés dans diverses régions du Royaume-Uni (et parfois ailleurs) et les examens d'objets antiques ou anciens amenés par les habitants locaux. Elle est diffusée depuis 1979. 

## Versions étrangères du programme
Il existe des versions étrangères du même programme.
| Pays        | Nom local                                                                                       | Diffuseur                                       | Présentateur | Première diffusion                                          | Dernière diffusion                |
| ----------- | ----------------------------------------------------------------------------------------------- | ----------------------------------------------- | --- | ----------------------------------------------------------- | --------------------------------- |
| Allemagne   | Kunst und Krempel Lieb & teuer echt antik?! Das Flohmarkt-Duell Der Trödel-King Bares für Rares | BR NDR SWR WDR HR ZDF                           | Ihrem Besitz (BR) Anja Höfer (SWR) Roland Beuge (WDR) Horst Lichter (ZDF)                                                                     | 1985 (BR) 2006 (SWR) 9 juillet 2007 (WDR) 3 août 2013 (ZDF) | 2008 (SWR) 25 novembre 2011 (WDR) |
| Australie   | Antiques Roadshow Australia                                                                     | The LifeStyle Channel (XYZnetworks)             | | 2005                                                        |                                   |
| Canada      | Canadian Antiques Roadshow                                                                      | CBC Television CBC Newsworld CBC Country Canada | Valerie Pringle | Janvier 2005                                                |                                   |
| États-Unis  | Antiques Roadshow                                                                               | WGBH                                            | Mark Lewis Walberg | 1997                                                        |                                   |
| Finlande    | Antiikkia, antiikkia,                                                                           | YLE TV1                                         | Tujia Peltomaa Johanna Lindfors Oliver Backman                                                                                                | 1997                                                        |                                   |
| France      | Affaire conclue                                                                                 | France 2                                        | Sophie Davant | 21 août 2017                                                |                                   |
| Pays-Bas    | Tussen Kunst & Kitsch                                                                           | AVRO (1984-2014) AVROTROS (depuis 2014)         | Cees van Drongelen (1984-2002) Nelleke van der Krogt (2002-2015) Frits Sissing (depuis 2015)                                                  | 31 octobre 1984                                             |                                   |
| Royaume-Uni | Antiques Roadshow                                                                               | BBC One BBC Two                                 | Bruce Parker (1979) Angela Rippon (1979) Arthur Negus (1979-1983) Hugh Scully (1981-2000) Michael Aspel (2000-2007) Fiona Bruce (depuis 2008) | 18 février 1979                                             |                                   |
| Suède       | Antikrundan                                                                                     | SVT2 (1989-1999) SVT1 (depuis 2000)             | Jesper Aspegren (1989-2000) Anne Lundberg (depuis 2001)                                                                                       | 26 août 1989                                                |                                   |